# Viktor Krum
Viktor Krum (Виктор Крум) imaginaran je lik iz romana o Harryju Potteru autorice J. K. Rowling. U filmskim adaptacijama romana glumi ga Stanislav Ianevski.
Krum je tragač u bugarskoj metlobojskoj ekipi. Mnogi ga smatraju genijem zato što je sa svega osamnaest godina uspio postati svjetski poznat igrač metloboja u međunarodnoj metlobojskoj ligi. Unatoč svojem uspjehu i slavi, ili možda zbog njih, Krum se čini nesretnim i usamljenim te veoma tihim i rezerviranim, iako Hermione Granger tvrdi da je zapravo veoma draga osoba.
Krum i neki njegovi kolege iz Durmstranga su doputovali u Hogwarts da bi se natjecali za mogućnost da predstavljaju svoju školu na Tromagijskom turniru. Krum je postao prvak Durmstranga. Drugi ga često promatraju sa sumnjom zbog Durmstrangovog ugleda škole koja poučava crnu magiju, ali i s divljenjem zbog njegovih sportskih uspjeha.
Krumov je štapić napravljen od grabovine, a u jezgri mu se nalazi zmajevsko srčano vlakno. Štapić je dug dvadeset pet i pol centimetara te "deblji nego što je uobičajeno i prilično krut".
Na utakmici Svjetskog prvenstva u metloboju za naslov prvaka između Bugarske i Irske uhvatio je zvrčku i tako završio utakmicu koju je ipak dobila Irska i tako osvojila prvenstvo.
Tijekom Tromagijskog turnira zabljubio se u Hermione Granger. Često je posjećivao knjižnicu u Hogwartsu kako bi je mogao gledati. U drugom je zadatku Krum morao spasiti Hermionu koja je izabrana kao njemu najvažnija osoba. Krumova je veza s Hermionom kod Rona Weasleyja, koji je ironično bio Krumov obožavatelj, izazvala ljubomoru.
Na kraju Harryja Pottera i Plamenog pehara, Durmstrangovim se brodom vraća u svoju školu. Ne pojavljuje se u petoj knjizi, ali Hermione mu piše barem jedno dugo pismo godišnje, što pokazuje da održavaju kontakt. Unatoč njegovom pozivu, Hermione ga ipak nije posjetila u Bugarskoj. Nakratko, u poglavlju "Treći zadatak", saznaje se nešto i o Krumovim roditeljima. Čini se da je on od majke naslijedio tamnu kosu, a od oca veliki nos.
J. K. Rowling izjavila je da će se Krum pojaviti u sedmoj knjizi.

## Ostalo
- Durmstrang
- Igor Karkaroff